# 賈貴寶蓮燈魚
賈貴寶蓮燈魚，為輻鰭魚綱脂鯉目脂鯉亞目脂鯉科的其中一個種。分布於南美洲巴西東北部Jaguaribe河流域，體長可達3.8公分，棲息在底中層水域，生活習性不明。